# That Shit
That Shit – minialbum amerykańskiej grupy hip-hopowej Poor Righteous Teachers wydany w 1999 roku nakładem Exit 7A. Wydawnictwo ukazało tylko na płycie winylowej i w bardzo małym nakładzie i dziś uważane jest za białego kruka.

## Lista utworów
Strona A
1. Can-U-Feel It?
2. Losin' My Religion
3. That S#?t
4. Just Live
5. Give It Up!

Strona B
1. That S#?t (Street)
2. Losin' My Religion (Instrumental)
3. That S#?t (Instrumental)
4. Just Live (Instrumental)
5. Give It Up! (Instrumental)